# ヴィラ九条山
ヴィラ九条山（ヴィラくじょうやま、Villa Kujoyama）は、アンスティチュ・フランセ日本が運営するアーティスト・イン・レジデンス。京都府京都市山科区に所在する。
1986年、フランス政府が1927年に建設された関西日仏学館の跡地活用を決め、1992年に関西日仏交流会館として竣工した。2014年改築。設計者は加藤邦男。
フランスの著名な国外アートレジデンスの一つとなっている。他の国外アートレジデンスとしてはヴィラ・メディチ、カサ・デ・ヴェラスケスがある。
ヴィラ九条山は、5つの機関のアンスティチュ・フランセの一つで、2014年からベタンクールシュエーラー財団の支援を受ける。

## 歴史

### 京都での日仏学館の設立
ヴィラ九条山の歴史はポール・クローデルが駐日フランス大使として活躍していた1926年に始まる。当初の構想は、文化会館を関西に設立するというもので、クローデルは大阪商工会議所会頭の稲畑勝太郎を中心に親仏家の日本人グループを集めることに成功した。彼らが日仏学館の建設に必要な資金を集めた。
当初の計画は、大学が毎年夏に10週間フランス語と文化のコースを提供するといったものだったが、日仏学館の設立に転じ、フランス語の教育とフランスに関する知識の教育を実施することになった。この計画は、日本の伝統文化が豊富な地域をフランスの芸術テーマに結びつけるというポール・クローデルの考えに基づくものだった。日本人によって建設されたこの新しい学館は財団法人日仏文化協会の監督下に置かれ、その運営にはフランス政府が当たった。
1927年11月5日、関西日仏学館の落成式は地理学者のフランシス・リュエランによって、現在のヴィラ九条山が建つ場所において挙行された。
1936年には、学館は京都帝国大学の近くに移転した。そして、50年近くに渡って東山の建物は放置されたままとなった。

### 日仏学館からヴィラ九条山へ
1970年代には建物は劣化し、現地の市民による抗議が起きた。結果的に、1981年に建物を取り壊すことが決まった。そして、日仏学館は建物の修復のために資金を集めた。跡地の売却も計画されていた。しかし、フランス政府が京都を見下ろすことができるこの土地に興味を示し、売却を却下した。フランスと日本の日仏学館の管理者は売却の取り消しに賛成し、新しい用途を検討した。
1986年、フランス外務省は学館跡地におけるプロジェクトの推進を決定した。外務省が提案したのは、京都という芸術と歴史の町の性格を踏まえ、ローマのヴィラ・メディチに倣って、アーティストや研究者のレジデンス受入れ施設を建設することだった。
このようにして、財団法人日仏文化協会は、1986年11月11日に、ポール・クローデルの当初の発案に基づき、稲畑勝太郎の孫息子の資金提供を得て、「日仏交流・創作会館」を建設することを決めた。
その翌月から3年間、関西にある主要な企業から資金調達の見通しがついた。これは稲葉勝太郎の孫である稲畑勝雄の指揮によって実現した。資金確保後、建設許可を得るにはさらに3年を要した。
建築計画は当時、京都大学教授だった建築家の加藤邦男に任せられた。加藤の設計は、1000平方メートルの建物で、最大6人のアーティストを同時に受け入れ、クリエイティブなレジデンスを開ける建物となる。加藤は、フランスと日本の文化が交わる場所で、「モジュール構成の厳格さと空間の配置の自由さ」の両方をデザインに融合させることを選択し、構想を練った。
建設は1991年1月に始まり18ヵ月に及び、1992年10月に最初のレジデンスを迎え入れた。1992年11月5日にその落成式が執り行われた。
1992年から2012年の間、ヴィラ九条山は275人のフランス人アーティストとクリエイターを最長で12ヵ月間レンジデンスとして受け入れてきた。この期間中は、プログラムの運営とアーティストとクリエイターへの資金支援をしていたアンスティチュ・フランセと共同で施設の運営をしていた。また、外務省は施設の運営資金を調達し、芸術文化活動を支援する責任を負った。

### 2013年から2014年：修復期間
20年以上にわたって運営されてきたヴィラ九条山が、2年間の改修工事のために閉鎖された。建物の老朽化のため、プログラムの中止とサイトの閉鎖が検討された。
ヴィラ九条山の持続的な運営は、パトロンの積極的な関与が大きい。ピエール・ベルジェ・イヴ・サンローラン財団は、ヴィラ九条山の改修を支援する上で重要な役割を果たした。この財団は、建物の改修を成功させるために不可欠な断熱材、コンプライアンスの向上、清掃、床工事のために50万ユーロを拠出した。この資金により、施設は2014年1月1日に再オープンすることができた。
一方、ベタンクール・シュエーラー財団もヴィラ九条山を3年間にわたって支援し、その運営と芸術・文化活動の両方に資金を提供することを約束し、重要な役割を果たした。財団は2014年から2017年にかけて、754,000ユーロにのぼる多額の支援を行いました。ベタンクール・シュエーラー財団は、2022年から2026年の期間、レジデンス・プログラムの後援者としての支援を継続する。

## 現在のヴィラ九条山
ヴィラ九条山の再開は、施設の使命を再定義し、プログラムに新たなな視点を取り入れる機会となった。
1992年の受け入れ開始から、ヴィラ九条山では400人以上のレジデンスが催された。
2022年に30周年記念を迎え、フランスと日本の両国で様々なイベントが開催された。発足以来、様々な分野で日本に関連するプロジェクトを開発してきたアーティストやクリエイターを400人以上受け入れている。

## 変遷

### 1992年から2012年
1992年から2012年の間、ヴィラ九条山は関西にあるフランス財団の監督によって運営されてきた。
- 1986-1994: Michel Wasserman (ワッセルマン・ミッシェル)[26]
- 1994-1998: Claude Hudelotクロード・ユドロ
- 1998-2000: Jerome Delormas
- 2000-2002: Jean-Claude Duthion
- 2002-2006: Pierre Fournier
- 2006-2010: Jean-Paul Olivier
- 2010-2013: Philippe Janvier-Kamiyama

### 2014年から現在まで
ヴィラ九条山は、フランスのヨーロッパ・外務省の文化機関となっている。アンスティチュ・フランセの支部の一つとして活動し、2014年から主要メセナのベタンクール・シュエーラー財団とアンスティチュ・フランセの支援を受ける。フランス文化ネットワークには、ヴィラ九条山の他にアンスティチュ・フランセの5つの支部（福岡、京都・大阪、東京、横浜、沖縄）、4ヵ所のアリアンス・フランセーズ（名古屋、札幌、仙台、徳島）と一つの研究機関（東京）が含まれる。

## 関連文献
- ミッシェル・ワッセルマン『ポール・クローデルの黄金の聖櫃 〈詩人大使〉の文化創造とその遺産』

三浦信孝・立木康介訳、水声社、2022年。ワッセルマンは元・関西日仏学館およびヴィラ九条山館長、